# Campeonato Europeu de Halterofilismo de 1897
O 2º Campeonato Europeu de Halterofilismo foi realizado em Viena, na Áustria em 11 de novembro de 1897.

## Medalhistas
| Evento           | Ouro                   | Prata                   | Bronze |
| ---------------- | ---------------------- | ----------------------- | ------ |
| Categoria aberta | Wilhelm Türk · Áustria | Eduard Binder · Áustria | —      |

## Quadro de medalhas
| Ordem | País    | Medalha de ouro | Medalha de prata | Medalha de bronze | Total |
| ----- | ------- | --------------- | ---------------- | ----------------- | ----- |
| 1     | Áustria | 1               | 1                | 0                 | 2     |
| Total | Total   | 1               | 1                | 0                 | 2     |